# Mellin-transformatie
In de complexe functietheorie, een deelgebied van de wiskunde, is de mellin-transformatie een integraaltransformatie die kan worden beschouwd als de multiplicatieve versie van de tweezijdige Laplace-transformatie. Deze integraaltransformatie is nauw met de theorie van de dirichletreeksen verbonden en wordt vaak in de getaltheorie, statistiek en de theorie van asymptotische expansies gebruikt. De mellin-transformatie is nauw gerelateerd aan de laplacetransformatie, de fouriertransformatie, de theorie van de gammafunctie en daaraan gerelateerde speciale functies.
De mellin-transformatie van een functie {\displaystyle f} is 
{\displaystyle \left\{{\mathcal {M}}f\right\}(s)=\varphi (s)=\int _{0}^{\infty }x^{s-1}f(x)\,\mathrm {d} x}
De inverse transformatie is
{\displaystyle \left\{{\mathcal {M}}^{-1}\varphi \right\}(x)=f(x)={\frac {1}{2\pi i}}\int _{c-i\infty }^{c+i\infty }x^{-s}\varphi (s)\ \mathrm {d} s}
De notatie impliceert dat er een lijnintegraal wordt genomen over een verticale lijn in het complexe vlak. Condities waaronder deze inverse valide is worden in de inversestelling van Mellin gegeven.
De transformatie is naar de Finse wiskundige Hjalmar Mellin genoemd.